# Jeff Powers
Jeff Powers (Chattanooga, 21 de janeiro de 1980) é um jogador de polo aquático estadunidense, medalhista olímpico.

## Carreira
Jeff Powers fez parte do elenco medalha de prata de Pequim 2008.